# Partido Riojano
Partido Riojano (PR+) es un partido político español de centro progresista, regionalista riojano y europeísta de La Rioja. Ocupaba habitualmente desde su creación dos escaños en el Parlamento de La Rioja, siendo la tercera fuerza política de la comunidad, hasta las elecciones de 2015, en las que no logró representación parlamentaria. Además ostenta un total de 9 alcaldías y 43 concejalías en distintos municipios. En 2019, concurrió a las elecciones generales, autonómicas y municipales.
Tras el congreso celebrado el 24 de marzo de 2012, al consolidarse la fusión con el partido Ciudadanos de Logroño continuó con su denominación aunque incorporando a sus siglas la leyenda «+riojanos» (PR+). Su primera denominación fue Partido Riojano Progresista (PRP).

## Ideología
La ideología del Partido Riojano  se nutre del liberalismo progresista y del socialismo democrático. De esta manera, promueve una  forma de hacer política que defiende el interés general de los ciudadanos de un territorio, pero evitando encorsetamientos ideológicos. Su ideología se basa en principios renovadores y reformistas.
Se define como un partido profundamente riojanista e integrador al mismo tiempo, de modo que consideran que su línea de actuación debe superar las fronteras administrativas de la región, que debe pertenecer al conjunto de España. Además, defienden que La Rioja natural es mucho más extensa que la delimitación actual, lo que acarrea muchos de los problemas por los que luchan, como el efecto frontera, que provoca que las empresas se instalen en las regiones limítrofes, País Vasco y Navarra por las ventajas fiscales o la imposibilidad de regular en cabecera muchos ríos riojanos.
El modelo de Estado que promueve el Partido Riojano es el autonomismo constitucional, que avanza hacia un federalismo integrador. Además, es un partido europeísta, que cree en el concepto de una Europa unida en una misma organización político administrativa. Asimismo, consideran necesario recuperar el entusiasmo en la organización y en los valores y principios que inspiraron su construcción.
El Partido Riojano se sostiene además en los principios del interclasismo, el pacifismo y la sostenibilidad.

## Historia

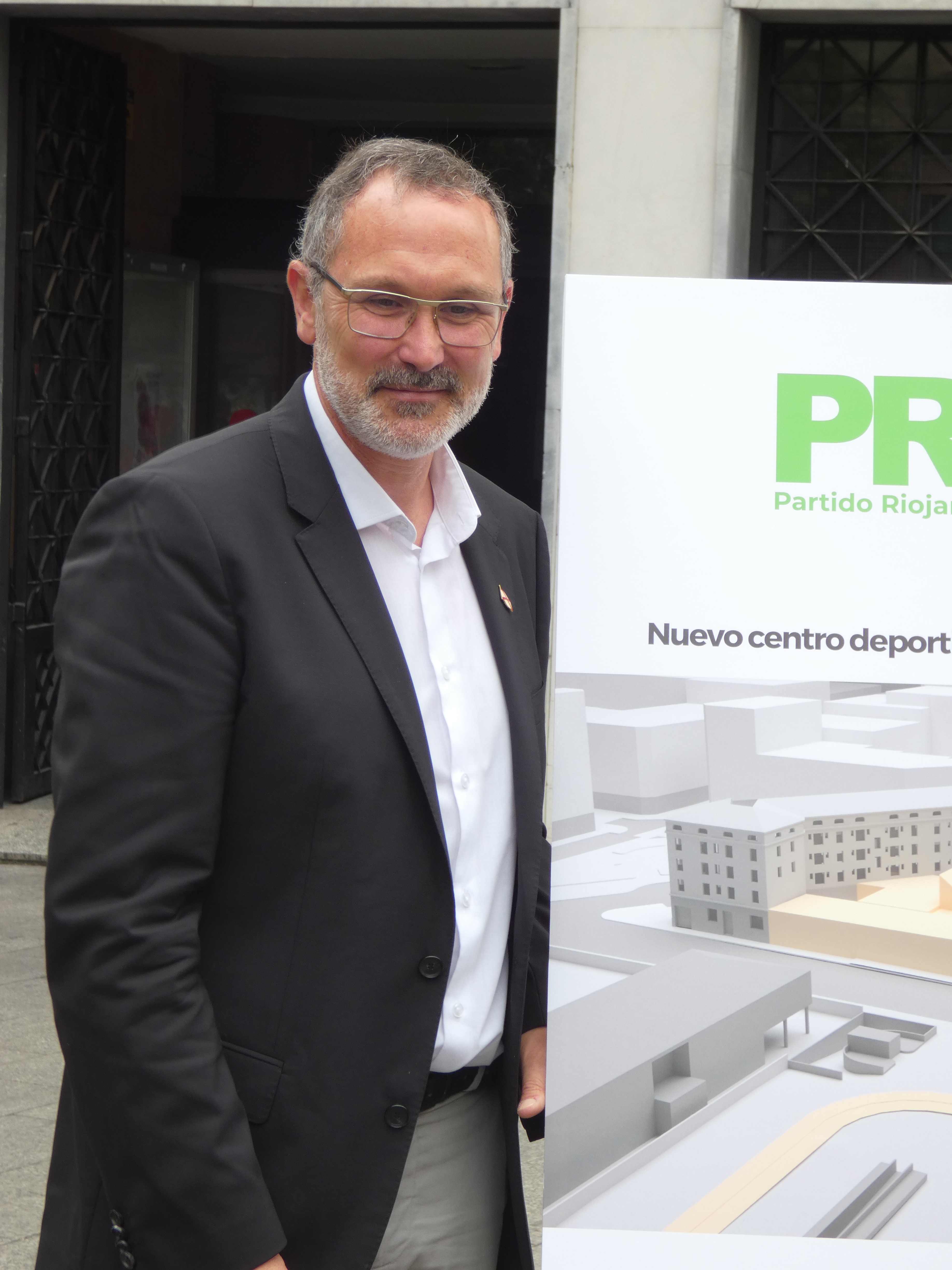
Rubén Antoñanzas, presidente del Partido Riojano (2023).

El 6 de diciembre de 1982 se formalizó en Logroño el acta de constitución del Partido Riojano Progresista (PRP), inscribiéndose en el Registro de Asociaciones Políticas del Ministerio del Interior el 2 de febrero de 1983. Fue creado al amparo del Grupo Parlamentario Progresista y liderado entonces por el primer Presidente de la recién nacida comunidad autónoma de La Rioja, Luis Javier Rodríguez Moroy, miembro de Unión de Centro Democrático (UCD) hasta su desaparición, y del Partido Social Demócrata anteriormente.
El Partido Riojano se definió desde su creación, como un partido político regionalista riojano, democrático, aconfesional y europeísta.
En mayo de 1983 se presenta por primera vez a unas elecciones autonómicas y municipales, obteniendo 2 diputados del Parlamento de La Rioja, Luis Javier Rodríguez Moroy y Francisco Díaz Yubero, y 19 alcaldes y 99 concejales.
El PRP celebra el I Congreso el 4 de febrero de 1984, siendo elegido presidente del partido Rubén García Marañón y secretario general Modesto Espinar Lafuente. En septiembre de ese mismo año, Miguel González de Legarra fundó Jóvenes Riojanos Progresistas, siendo elegido presidente de la asociación juvenil del PRP. Posteriormente la rama juvenil del partido pasó a denominarse Juventudes del Partido Riojano y a partir de mayo de 2009 se llamaron Juventudes Riojanas.
De cara a las elecciones generales de 1986 el Partido Riojano participó en la Partido Reformista Democrático promovido por Miquel Roca, volviendo a recuperar su autonomía tras la disolución de dicho proyecto.
En las elecciones autonómicas y locales celebradas en el 1987, son elegidos 2 diputados del PRP nuevamente, Luis Javier Rodríguez Moroy y Leopoldo Virosta Garoz. Son elegidos también 11 alcaldes y 55 concejales. El II Congreso del PRP se celebró el 2 de diciembre del mismo año y en él se eligió a Luis Javier Rodríguez Moroy como presidente y a Leopoldo Virosta Garoz como secretario general.
El III Congreso se celebró el 23 de junio de 1990 y en él se decide el cambio de nombre por el de Partido Riojano (PR). El congreso considera que el partido no necesita "más apellidos", lo que reforzaba su concepto de partido abierto. El rojo corporativo utilizado hasta entonces, se cambia por el color verde, porque lo creyeron ideológicamente más neutro y que identificaba mejor a la comunidad autónoma de La Rioja. En dicho Congreso Leopoldo Virosta Garoz es designado Presidente y Federico Pérez Soria, secretario general.
En las elecciones autonómicas y municipales de 1991 (26 de mayo) el Partido Riojano vuelve a obtener 2 diputados, Leopoldo Virosta Garoz y Miguel Ángel Ropero Sáez. Al no obtener ni PSOE ni PP mayoría absoluta propicia que el Partido Riojano entre el Gobierno de La Rioja junto con el PSOE, responsabilizándose de la gestión de tres Consejerías del Gobierno: la Vicepresidencia, ocupada por Elvira Borondo Mora, la de Obras Públicas por Pedro Marín Gil y la de Educación y Cultura por Miguel Ángel Ropero Sáez, lo que motiva la renuncia de su escaño en el Parlamento que es ocupado en el mes de junio de ese mismo año por Miguel González de Legarra. Asimismo, también obtuvo 25 alcaldías y 70 concejales.
Tras las elecciones autonómicas y municipales celebradas el 28 de mayo de 1995, son elegidos diputados Leopoldo Virosta Garoz y Miguel González de Legarra y se obtienen 19 alcaldes y 103 concejales.
Las elecciones autonómicas y municipales celebradas el 13 de junio de 1999 dieron como resultado la elección de Miguel González de Legarra y José Toledo Sobrón como diputados del Parlamento de La Rioja, y se obtuvieron 10 alcaldes y 50 concejales.
En las elecciones autonómicas y municipales celebradas el 25 de mayo de 2003, el Partido Riojano obtuvo 9 alcaldes y 56 concejales, siendo nuevamente elegidos Miguel González de Legarra y José Toledo Sobrón como diputados del Parlamento de La Rioja.
En las elecciones autonómicas y municipales del 27 de mayo de 2007 el Partido Riojano vuelve a consolidarse como la tercera fuerza política de La Rioja manteniendo sus 2 diputados en el Parlamento de La Rioja, consigue 7 alcaldías y 36 concejalías, y entra a formar gobierno en varios municipios destacando el de la capital, Logroño, donde por primera vez en su historia pasa a formar gobierno de coalición junto al PSOE por medio de sus dos concejales.
El 9 de mayo de 2009 se celebra su XII Congreso con carácter extraordinario. En este Congreso se decide renovar la estructura del Partido Riojano, creando la figura del Vicepresidente y sustituyendo al Comité Ejecutivo por la "Comisión Permanente" y al Consejo Regional por un "Consejo Ejecutivo".
En las elecciones autonómicas y municipales de 2011 se mantienen los 2 diputados autonómicos y se logran 6 alcaldías y 56 concejalías.
Asimismo, ese mismo año, se anunció que el Partido Riojano se presentaría a las elecciones generales junto al Partido Regionalista de Cantabria (PRC). Finalmente decidió no presentarse.

## Resultados electorales

### Autonómicas
| Elección y fecha    | Votos        | %    | Nº de diputados | Diputados                                              | Gobierno                                   |
| ------------------- | ------------ | ---- | --------------- | ------------------------------------------------------ | ------------------------------------------ |
| Parlamentarias 1983 | 10.102 (3.º) | 7,52 | 2/35            | • Luis Javier Rodríguez Moroy • Francisco Díaz Yubero  | Oposición                                  |
| Parlamentarias 1987 | 9.212 (4.º)  | 6,50 | 2/33            | • Luis Javier Rodríguez Moroy • Leopoldo Virosta Garoz | Gobierno de coalición con AP (1987-1990)   |
| Parlamentarias 1987 | 9.212 (4.º)  | 6,50 | 2/33            | • Luis Javier Rodríguez Moroy • Leopoldo Virosta Garoz | Gobierno de coalición con PSOE (1990-1991) |
| Parlamentarias 1991 | 7.731 (3.º)  | 5,47 | 2/33            | • Leopoldo Virosta Garoz • Miguel Ángel Ropero Sáez    | Gobierno de coalición con PSOE             |
| Parlamentarias 1995 | 11.069 (4.º) | 6,82 | 2/33            | • Leopoldo Virosta Garoz • Miguel González de Legarra  | Oposición                                  |
| Parlamentarias 1999 | 9.004 (3.º)  | 5,90 | 2/33            | • Miguel González de Legarra • José Toledo Sobrón      | Oposición                                  |
| Parlamentarias 2003 | 11.842 (3.º) | 6,94 | 2/33            | • Miguel González de Legarra • José Toledo Sobrón      | Oposición                                  |
| Parlamentarias 2007 | 10.369 (3.º) | 6,10 | 2/33            | • Miguel González de Legarra • José Toledo Sobrón      | Oposición                                  |
| Parlamentarias 2011 | 8.983 (3.º)  | 5,58 | 2/33            | • Miguel González de Legarra • Rubén Gil Trincado      | Oposición                                  |
| Parlamentarias 2015 | 7.244 (5.º)  | 4,44 | 0/33            |                                                        | Extraparlamentario                         |
| Parlamentarias 2019 | 7.512 (5.º)  | 4,61 | 0/33            |                                                        | Extraparlamentario                         |
| Parlamentarias 2023 | 5.975 (5.º)  | 3,58 | 0/33            |                                                        | Extraparlamentario                         |

### Generales
| Elección y fecha     | Votos       | %    | Nº de diputados |
| -------------------- | ----------- | ---- | --------------- |
| Generales 1993       | 7.532 (4.º) | 4,42 | 0/4             |
| Generales 1996       | 6.065 (4.º) | 3,40 | 0/4             |
| Generales 2000       | 6.155 (4.º) | 3,63 | 0/4             |
| Generales 2008       | 2.837 (4.º) | 1,51 | 0/4             |
| Generales abril 2019 | 2.098 (6.º) | 1,16 | 0/4             |

### Municipales
| Elección y fecha | Votos  | %    | Alcaldes | Concejales |
| ---------------- | ------ | ---- | -------- | ---------- |
| Municipales 1983 | 9.389  | 6,98 | 19/174   | 99/1030    |
| Municipales 1987 | 7.125  | 5,02 | 11/174   | 55/1030    |
| Municipales 1991 | 8.461  | 5,92 | 25/174   | 70/1030    |
| Municipales 1995 | 11.842 | 7,20 | 19/174   | 103/1030   |
| Municipales 1999 | 9.834  | 6,31 | 10/174   | 50/1030    |
| Municipales 2003 | 12.667 | 7,31 | 9/174    | 56/1030    |
| Municipales 2007 | 11.085 | 6,43 | 7/174    | 36/1030    |
| Municipales 2011 | 9.197  | 5,50 | 6/174    | 56/1030    |
| Municipales 2015 | 9.704  | 5,93 | 10/174   | 52/1030    |
| Municipales 2019 | 8.373  | 5,11 | 9/174    | 43/1030    |
| Municipales 2023 | 6.297  | 3,75 | 2/174    | 16/1030    |

## Congresos
| Congreso | Fecha                   | Presidente                  | Secretario/a General                     | Notas |
| -------- | ----------------------- | --------------------------- | ---------------------------------------- | --- |
| I        | 4 de febrero de 1984    | Rubén García Marañón        | Modesto Espinar Lafuente                 | |
| II       | 2 de diciembre de 1987  | Luis Javier Rodríguez Moroy | Leopoldo Virosta Garoz                   | |
| III      | 23 de junio de 1990     | Leopoldo Virosta Garoz      | Federico Pérez Soria                     | El partido cambia su nombre a Partido Riojano.                                                                 |
| IV       | 13 de diciembre de 1992 | Leopoldo Virosta Garoz      | Miguel González de Legarra               | |
| V        | 16 de abril de 1994     | Leopoldo Virosta Garoz      | Miguel González de Legarra               | |
| VI       | 16 de diciembre de 1995 | Miguel González de Legarra  | Alejandro Fernández de la Pradilla Ochoa | |
| VII      | 20 de diciembre de 1997 | Miguel González de Legarra  | Jesús María Resa Fernández de Manzanos   | |
| VIII     | 22 de enero de 2000     | Miguel González de Legarra  | Alejandro Fernández de la Pradilla Ochoa | |
| IX       | 19 de enero del 2002    | Miguel González de Legarra  | Alejandro Fernández de la Pradilla Ochoa | |
| X        | 22 de enero de 2005     | Miguel González de Legarra  | Javier Sáenz-Torre Merino                | |
| XI       | 26 de enero de 2008     | Miguel González de Legarra  | Javier Sáenz-Torre Merino                | |
| XII      | 9 de mayo de 2009       | Miguel González de Legarra  | Miguel Gómez Ijalba                      | |
| XIII     | Marzo de 2012           | Miguel González de Legarra  | Julio Revuelta                           | |
| XIV      | 4 de julio de 2015      | Fernando Gómez Herrainz     | Sara San Juan Trevijano                  | |
| XV       | 3 de junio de 2017      | Rubén Antoñanzas            | Julio Revuelta                           | |
| XVI      | 18 de diciembre de 2021 | Rubén Antoñanzas            | Rita Beltrán                             | |
| XVII     | Otoño de 2025           |                             |                                          | Rubén Antoñanzas dimite al frente del PR+ el 15 de julio de 2025. Rita Beltrán actúa de presidenta ad interim. |

a Unión con Ciudadanos de Logroño y cambio de su denominación a Unión por La Rioja-Partido Riojano (UPR-Riojanos); sin embargo este nombre no sería aceptado por el Registro del Ministerio del Interior y continuó con la denominación de Partido Riojano, incorporando a sus siglas la leyeda "+ riojanos" (Pr+).